# WTVM-Fernsehsendemast
Der 533 Meter hohe WTVM-WRBL Fernsehsendemast befindet sich in der Nähe von Cusseta, Georgia, USA etwa 20–25 Meilen südöstlich von Columbus, GA.

## Geschichte
Dieser Mast befand sich ursprünglich in Columbus, Georgia hinter den WRBL-Fernsehstudios in der 12. Avenue. Die Fundamente sind dort immer noch vorhanden. Er war ursprünglich nicht 533 Meter hoch, sondern nur ca. 366 m. Die zusätzlichen 167 m wurden hinzugefügt, nachdem der Mast nach Cusseta verlegt worden war.
Sowohl von WTVM als auch von WRBL wurden die Bildsignale vom Studio zum Sendemast in Cusseta mit Hilfe von Richtfunk übertragen. Zwischen den Antennen der Studios und den Empfangsantennen am Sendemast in Cusseta bestand eine direkte Sichtverbindung. Es gab zu Beginn oft Probleme durch Winde die die Antennen verstellten und oft gab es Vereisungen. Nach Vereisungen musste zeitweise von Hand verstellt werden. Ebenso war dies nötig, um die Antennen auszurichten.

## Betrieb
Nachdem der 533 Meter hohe Sendemast fertiggestellt wurde, wurde WDAK-TV WTVM und die Sendefrequenz von Kanal 28 nach Kanal 9 gewechselt. WRBL-TV änderte auch seine Sendefrequenz von Kanal 9 zum Kanal 4. Der neue WTVM-WRBL Sendemast konnte nun im Umkreis von 70 bis 80 Meilen ungestört senden.
In der Nähe des WTVM-Fernsehsendemastes befindet sich bei 32°19′16.4″N, 84°47′28.2″W seit 2005 der Cusseta Richland Towers Tower ein weiterer abgespannter Sendemast, der den WTVM-Fernsehsendemast sogar an Höhe übertrifft.

## Rekord
Der WRBL-WTVM Sendemast war für 16 Monate das höchste Bauwerk der Erde. Im September 1963 war die Konstruktion des WBIR Sendemastes in Knoxville, Tennessee – ebenfalls 533 Meter hoch – fertiggestellt.
Drei Monate später im Dezember 1963 wurde der 628 Meter hohe Sendemast für KTHI (ursprüngliches Rufzeichen) in Fargo, North Dakota das höchste Bauwerk der Erde. Bis März 2008 hatte dieser Sendemast wieder den Titel des höchsten Bauwerks der Erde zurückgewonnen, nachdem am 10. August 1991 der 648 Meter hohe Sendemast Radio Warschau des Langwellensenders in Konstantynów, Polen, der von 1974 bis 1991 das höchste Bauwerk der Erde war, einstürzte.
Mit Fertigstellung des Burj Khalifa wurde der Rekordhalter des höchsten Gebäudes der Welt abgelöst.